# Landhaus Grüner Weg 17 (Niedermarsberg)

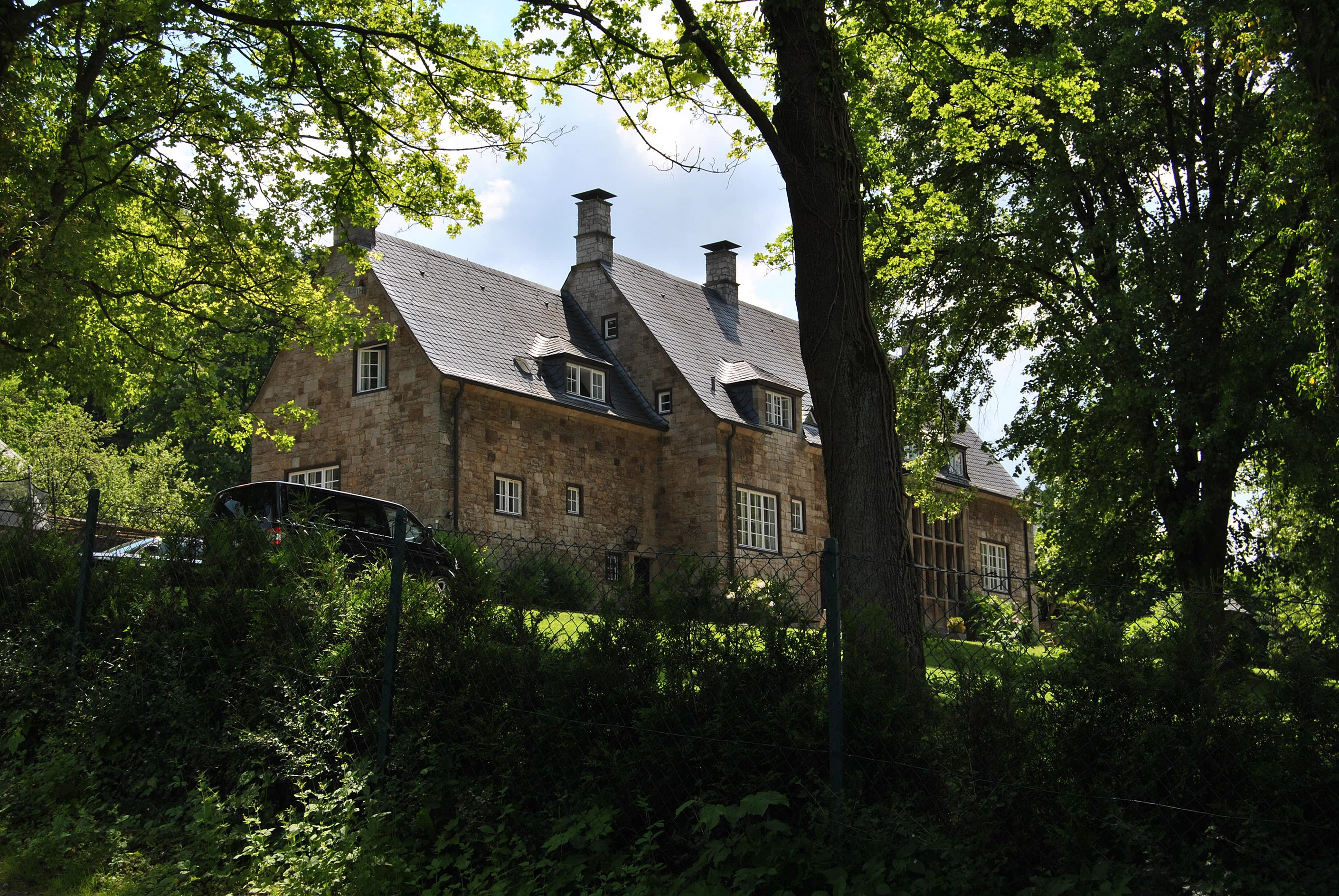
Landhaus (2012)

Das Landhaus ist ein denkmalgeschütztes Profangebäude in Niedermarsberg, einem Ortsteil von Marsberg im Hochsauerland (Nordrhein-Westfalen).

## Geschichte und Architektur
Das Haus, im Volksmund auch Villa de Vries, oder Waldhaus Emilie genannt, ist ein eingeschossiger Natursteinquaderbau mit schiefergedecktem Satteldach und Nebengebäuden. Es wurde 1921 nach Plänen von Heinrich Straumer errichtet. Bauherr war ein in Marsberg verheirateter Amsterdamer Geschäftsmann. Der betont schlichte Bau im englischen Landhausstil wurde durch ein großes, fünfbahniges bay window in der Art einer Auslucht betont. Das Haus ist durch geschickte Terrassenbildung im Hang und klare Gestaltung sowie Materialwahl in die Landschaft eingebunden.
Es ist seit dem 27. Juni 1997 in die Denkmalliste der Stadt Marsberg eingetragen.